# Eurilèptids
Els eurilèptids (Euryleptidae) són una família de platihelmints policlàdides marins del subordre dels cotilis. Inclou algunes espècies brillantment acolorides.

## Taxonomia

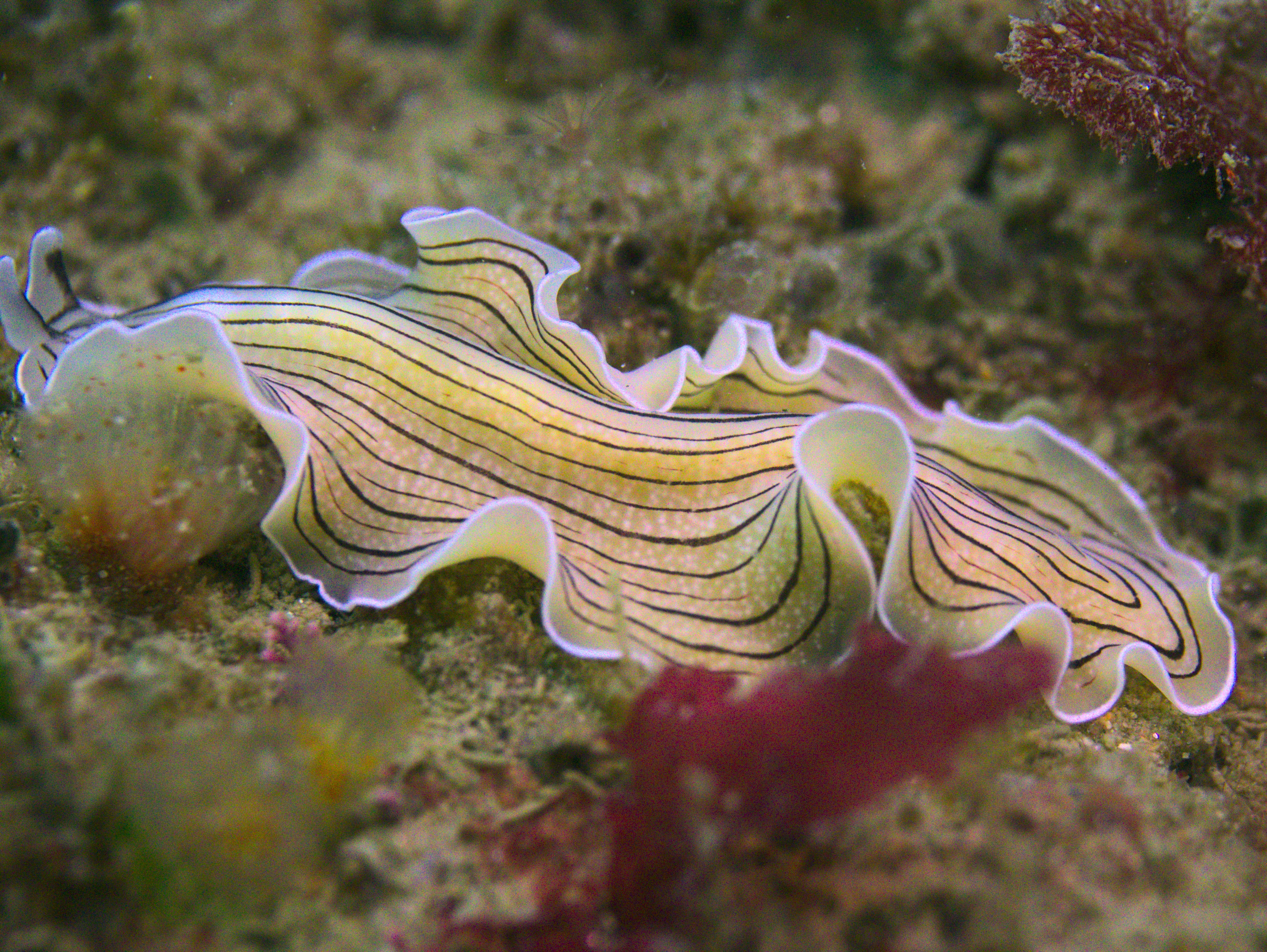
Prostheceraeus sp.

El Registre Mundial d'Espècies Marines (World Register of Marine Species o WoRMS) inclou 101 espècies repartides en els següents gèneres:
- Acerotisa Strand, 1928
- Anciliplana Heath i McGregor, 1912
- Ascidiophilla Newman, 2002
- Cycloporus Lang, 1884
- Eurylepta Ehrenberg, 1831
- Euryleptodes Heath & McGregor, 1912
- Graffizoon Heath, 1928
- Katheurylepta Faubel, 1984
- Leptoteredra Hallez, 1913
- Maritigrella Newman & Cannon, 2000
- Oligoclado Pearse, 1938
- Oligocladus Lang, 1884
- Parastylostomum Faubel, 1984
- Pareurylepta Faubel, 1984
- Praestheceraeus Faubel, 1984
- Prostheceraeus Schmarda, 1859
- Stygolepta Faubel, 1984
- Stylostomum Lang, 1884